# Wir wollten aufs Meer
Wir wollten aufs Meer ist der erste abendfüllende Spielfilm des deutschen Studenten-Oscargewinners Toke Constantin Hebbeln. Der melodramatische Film handelt von Freunden, die das System der DDR-Diktatur zu Feinden macht. Kinostart war der 13. September 2012.

## Handlung
Zwei Neuankömmlinge im Rostocker Hafen, der aufgekratzte Andreas und Cornelis, träumen davon, Matrosen zu werden, dafür sollen sie den Vorarbeiter Matthias im Auftrag des Stasi-Oberst Seler bespitzeln. Andreas macht in der Hoffnung mit, anschließend zur See fahren zu dürfen. Cornelis, der eine in der DDR unerwünschte Beziehung zu der vietnamesischen Studentin Phuong Mai pflegt, ist unsicher, ob er bei dem Verrat mitmachen soll, und muss kurz darauf erkennen, dass Matthias bereits von Andreas verraten wurde. Er wird vor seinen Augen von Stasi-Mitarbeitern abgeführt. Es kommt zum Streit, und im Laufe der Prügelei läuft Andreas vor einen vorbeifahrenden Lkw. Andreas kommt schwer verletzt in ein Krankenhaus; Cornelis flieht mit seiner Freundin und fährt in die Tschechoslowakei. Kurz vor der lebensrettenden OP kommen Stasi-Mitarbeiter zu Andreas und erpressen aus ihm die Fluchtpläne, die Cornelis und Andreas vor vielen Jahren bereits geschmiedet hatten. Sie machen ihm unmissverständlich deutlich, dass er vielleicht die Narkose nicht überlebt, wenn er die Fluchtpläne für sich behält.
Cornelis und Phuong fahren wie geplant zur tschechoslowakischen Grenze und werden dort von Grenzsoldaten überrascht. Cornelis lenkt sie ab, Phuong kann fliehen und reist nach Hamburg weiter. Dort findet sie in der vietnamesischen Gemeinde Arbeit und versucht, Kontakt zu Cornelis aufzunehmen. Er wurde mittlerweile wegen versuchten ungesetzlichen Grenzübertritts verurteilt und kam ins Gefängnis nach Cottbus. Er trifft dort auf Matthias, der ebenfalls dort einsitzt. Zunächst ist er in großer Sorge, dass Matthias herausbekommen könnte, dass Cornelis an seiner Verhaftung beteiligt war, doch mit der Zeit freunden sich die beiden wieder an. Andreas hat die Operation überlebt, ist jedoch nun auf den Rollstuhl angewiesen. Er wird von der Stasi angeworben und filmt in einem Haus konspirative Treffen. Dort wohnt er auch und richtet sich im Laufe der Zeit sein Leben ein. Andreas erfährt von Cornelis’ Verhaftung und reist nach Cottbus. Er fragt ihn aus und gibt sein Wissen an die Stasi weiter. Diese übermittelt ihm Phuongs Briefe, die er anstelle von Cornelis beantwortet, wobei er vorgibt, dieser zu sein. Von dem Sohn, den Phuong inzwischen zur Welt gebracht hat, erfährt Cornelis jedoch nichts. So entsteht über die Zeit ein dauerhafter Briefkontakt, in dem Andreas Phuong vorgaukelt, dass Cornelis seine Flucht vorbereitet, um sie in Sicherheit zu wiegen. Cornelis hingegen gaukelt er vor, dass Phuong nach Vietnam zurückkehren will. Die Stasi erhofft sich dadurch, dass Cornelis seine Fluchtgedanken aufgibt und sich nach seiner Haftzeit in die DDR-Gesellschaft wiedereingliedert.
Cornelis wiederum will sich mit seiner Situation nicht abfinden. Als er mitbekommt, dass die Ehefrauen der Wärter Westprodukte begehren, geht er auf den Gefängnisleiter zu und schlägt ihm einen Handel vor: Die Häftlinge sollen an eine Austauschorganisation in der BRD schreiben und um Westpakete bitten. Diese sollen dann die Ehefrauen der Wärter erhalten. Der Gefängnisdirektor geht auf den „Deal“ ein, und kurz darauf treffen die ersten Pakete im Gefängnis ein. Cornelis erzählt Andreas bei einem weiteren Besuch von dieser Absprache, da er ihn immer noch für seinen Freund hält. Der wiederum gibt die Informationen erneut an die Staatssicherheit weiter. Es kommt zu einem Eklat, als die Staatssicherheit im Gefängnis Nachforschungen anstellt. Cornelis wird in den Keller des Gefängnisses gebracht. Dort trifft er in einer Zelle auf Matthias, der einige Wochen zuvor nach einer Auseinandersetzung mit einem Wärter ebenfalls dorthin gebracht wurde. Sie bleiben dort mehrere Wochen, und Cornelis beichtet Matthias seine Mitwirkung an dem Verrat. Dieser verzeiht ihm.
Durch die Austauschorganisation erfährt Phuong nun, wo Cornelis einsitzt. Mit einem Anwalt suchen sie Andreas auf und bitten ihn um seine Hilfe. Er gerät unter Druck, und die Situation eskaliert weiter, als ein Paar in dem Haus erscheint, das er bespitzeln sollte. Andreas fordert von Phuong unter vier Augen, dass sie den Anwalt zurückziehen solle, da Cornelis ansonsten in Gefahr geriete. Es bleibt dabei unklar, ob Andreas Phuong angelogen oder er sich ihr gegenüber wirklich offenbart hat. Kurz darauf wird Andreas zu seinem Führungsoffizier gebracht, und man spielt ihm die Tonbandaufzeichnung vor. Dem überraschten Spitzel wird erklärt, dass er sich zum hauptamtlichen Stasi-Mitarbeiter qualifiziert habe. Andreas kann sein Glück kaum fassen und arbeitet fortan mit noch größerem Eifer für die Stasi. Matthias und Cornelis werden einige Zeit später von der BRD als politische Häftlinge freigekauft.
Nachdem ihm Andreas nach der Wende die echten Briefe von Phuong geschickt hat, fährt Cornelis nach Hamburg, muss aber dort erkennen, dass Phuong inzwischen alle Hoffnung auf ein Wiedersehen verloren hatte und nach Vietnam abgereist ist. Cornelis erfüllt sich nun seinen Lebenstraum: Er heuert bei einem Reeder an, der ebenfalls aus der DDR stammt. Der Reeder eröffnet ihm im Gespräch, dass Cornelis’ Schiff in drei Tagen ablegen werde, die Fahrt gehe nach Südostasien. Cornelis sagt lächelnd: „Ich weiß“. Damit endet der Film.

## Kritik
Das Lexikon des internationalen Films beschreibt den Film als ein „düsteres DDR-Drama“ und die Sehnsucht der Menschen nach einer besseren Welt, die in einem System gefangen sind, in dem sie nicht leben möchten. Die Leistung der Darsteller beschreibt es als „herausragend“, gleichwohl die Handlung aus Sicht der Kritiker „allzu deutlich illustriert“ sei und die Dimension einer griechischen Tragödie erhalte.
Für Prisma hingegen handelt es sich bei dem Spielfilm um „einen jener Filme, bei denen gilt: weniger wäre mehr gewesen.“  Die Fernsehzeitschrift zeigt auf, dass die Ausgangssituation einer großen Freundschaft mit einem niederträchtigen Verrat in Verbindung mit dem Stasi-Apparat das Potenzial für ein „großes Kino-Ereignis“ aufweist. Sie bemängelt ein Gespür für „Tempo, Dramatik und Schauspielführung“, lobt allerdings auch ein „paar gute Bilder und Szenen“.
Ähnlich kritisch äußert sich Spiegel Online, in dem man kritisiert, dass der Film schon „an den ganz kleinen historischen Details“ scheitere.
Critic.de begrüßt zwar die Offenlegung der Unmenschlichkeit des DDR-Apparats, bemängelt aber gleichzeitig, „…All das erstickt sich aber filmisch, und besonders in Verbindung mit einem überdeutlich arbeitenden Score, als Dauer-Metaphorisierung zu einem gewissen Teil selbst…“
Die Deutsche Film- und Medienbewertung FBW in Wiesbaden verlieh dem Film das Prädikat besonders wertvoll.